# Lepidopilidium regnellii
Lepidopilidium regnellii là một loài rêu trong họ Pilotrichaceae. Loài này được (Ångström) W.R. Buck & R.R. Ireland mô tả khoa học đầu tiên năm 1989.